# Isacia conceptionis
Isacia conceptionis is een straalvinnige vis uit de familie van Haemulidae en behoort derhalve tot de orde van baarsachtigen (Perciformes). De vis kan een lengte bereiken van 60 cm.

## Leefomgeving
Isacia conceptionis is een zoutwatervis. De vis prefereert een subtropisch klimaat en leeft hoofdzakelijk in de Grote Oceaan. De diepteverspreiding is 0 tot 50 m onder het wateroppervlak.

## Relatie tot de mens
Isacia conceptionis is voor de visserij van aanzienlijk commercieel belang. In de hengelsport wordt er weinig op de vis gejaagd.